# Esplosione di Houston
L'esplosione di Houston è stata un'esplosione verificatasi il 24 gennaio 2020 a Houston, provocando 3 morti e 18 feriti.

## L'esplosione
Il 24 gennaio 2020, alle ore 4:24 nel nord-ovest di Houston, in Texas, negli Stati Uniti è esploso un edificio della Watson Grinding and Manufacturing. I detriti arrivarono a una distanza di mezzo miglio e vennero danneggiate circa 200 case e attività commerciali nelle vicinanze. I funzionari hanno chiesto ai residenti locali di cercare i detriti e delle possibili parti del corpo per aiutare l'indagine sulla causa dell'esplosione.
La mattina dopo l'incidente sono stati segnalati due decessi. In entrambi in i casi si trattava di due uomini impiegati presso la Watson Grinding and Manufacturing. Un terzo uomo, la cui casa era stata colpita dai detriti dall'esplosione, è morto il 5 febbraio a causa delle ferite riportate. Diciotto persone finirono al pronto soccorso per delle ferite lievi. Quarantotto persone cercarono rifugio presso la Croce Rossa, e due scuole nelle vicinanze furono chiuse per l'intera giornata successiva all'incidente. Alcune case nelle vicinanze della struttura furono fatte saltare fuori dalle loro fondamenta, e alcuni soffitti crollarono.
Il Bureau of Alcohol, Tobacco, Firearms and Explosives ha aiutato i dipartimenti di polizia e antincendio di Houston nelle indagini. Molte azioni legali sono già state presentate.
A febbraio, la Watson Grinding and Manufacturing ha presentato un'istanza di fallimento.